# فرودگاه آبی هالیبورتن
فرودگاه آبی هالیبورتن (به انگلیسی: Haliburton Water Aerodrome) یک فرودگاه همگانی است که یک باند فرود آب دارد و طول باند آن ۸۹۳ متر است. این فرودگاه در کشور کانادا قرار دارد و در ارتفاع ۳۱۸ متری از سطح دریا واقع شده‌است.